# 大西洋東南航空529號班機空難
大西洋東南航空529號班機，登記號碼為 N256AS。是一架在卡洛爾縣墜毀的、由巴西航空工業公司所生產的飛機。原定從亞特蘭大哈茲菲爾德-傑克遜國際機場飛到位於密西西比州格尔夫波特的格尔夫波特-比洛克西國際機場。在一共29位的乘客與機組人員中，有9位当场或事后死于飛機降落時引发的大火。

## 航空器
這架飛機是巴西航空工業公司生產的EMB-120雙螺旋槳引擎客機，在1989年3月3日送交給大西洋東南航空，在墜毀前已經飛了18,171次。

## 事故
529號航班於12點10分離開亞特蘭大機場的空橋區，並於12點23分起飛。在12點43分25秒位於18,100呎的高空時，副駕駛說他聽到像是棒球敲擊鋁罐的聲音。在左側引擎的螺旋槳其中一部份葉片失去作用，令整個裝置都變形了，也使得引擎艙與機翼側面扭曲。
雖然EMB120可以在單一引擎故障時仍保持飛行，但變型的引擎造成過度阻力以及失去左邊的推力，而使得飛機急速下降。機長和副機長試圖回到亞特蘭大機場緊急降落，但下降過於快速使得他們只能降落在西喬治亞機場。不幸地，最後飛機無法繼續在空中飛行，所以機組員開始尋找可以緊急迫降的地方。最後在12點52分45秒飛機在卡洛爾縣附近墜毀。

## 傷亡人員
虽然26名乘客和3名机组人员均生还于飞机迫降的撞击，然而许多人却死于撞击泄露的燃油引发的大火。迫降时受撞擊昏迷的機長在大火中窒息，再也未能恢复意识。还有7位乘客在意外發生的30天之內死于嚴重的灼傷。因而官方统计的死亡人數是8人。官方的统计宣布之后、事故發生的4個月後，一名受害者因多處燙傷而去世，使得这场空难直接导致的死亡人数达到9人。
在此事件中沒有任何一位乘客或機組員毫髮無傷地逃脱，有8位人士受到輕傷。
机上一对母女均生还于灾难，但空难发生8个星期后，母亲死于心脏病。她作为死难者之一被刻在当地的纪念碑上。在國家地理頻道的節目空中浩劫中，也将罹難者算作10位。

## 可能的原因
有充分證據顯示這起意外的發生原因是腐蝕造成的金屬疲勞狀況並未被發現，最後導致螺旋槳故障。在之前同款的螺旋槳至少已經發生過兩次故障問題，但是當時的飛機仍然能安全降落。而故障的螺旋槳被召回螺旋槳製造商漢密爾頓標準的廠房進行維修。但不僅檢視並不完整，連更新的動作也起不了作用。
美國國家運輸安全委員會（NTSB）提出對Hamilton Standard的批評，認為他們維修螺旋槳的工作做的並不夠充分，且整體來看在檢測、修復技術、訓練、使用說明與情報溝通各方面都毫無效率。而Hamilton Standard與美國聯邦航空局也都在“要求定期對螺旋槳進行on-wing超音波檢測工作上失職了。”在事故發生地點出現的多雲天空與低雲層雲冪高度，也更使得這起意外雪上加霜。

## 相關著作和紀錄片
- 這起災難由空中浩劫製作小組拍攝成為 "A Wounded Bird" 這一集。（在某些國家也被稱為"Wounded Bird" 與 "One Wing Flight"）
- 在2001年作者加里·波梅兰茨（英语：Gary Pomerantz）出版了關於這個悲劇的書籍。書名是《Nine Minutes, Twenty Seconds: The Tragedy & Triumph of ASA Flight 529》（中文版名稱：《墜機之前，9分20秒》） 。

## 筆記
1. ↑  Under 49 CFR Part 830.2, a fatal injury is one which results in death within 30 days of the accident.

## 外部連結
- Aviation Safety Network （页面存档备份，存于） Accident profile and CVR transcript
- NTSB report （页面存档备份，存于） (PDF file)
- Article describing the crash and aftermath